# فخر أمستردام

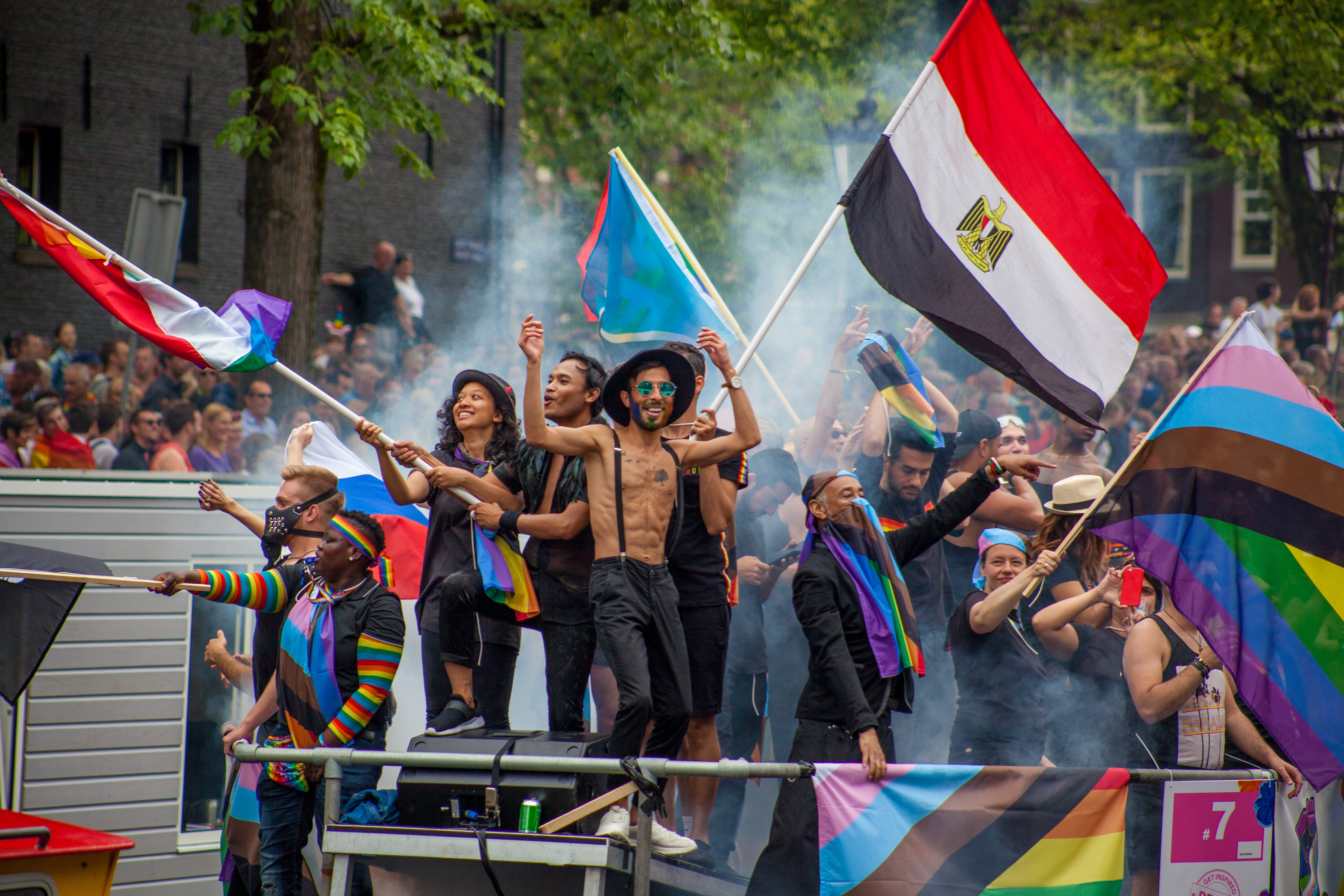
عرض القنال أمستردام (2019)

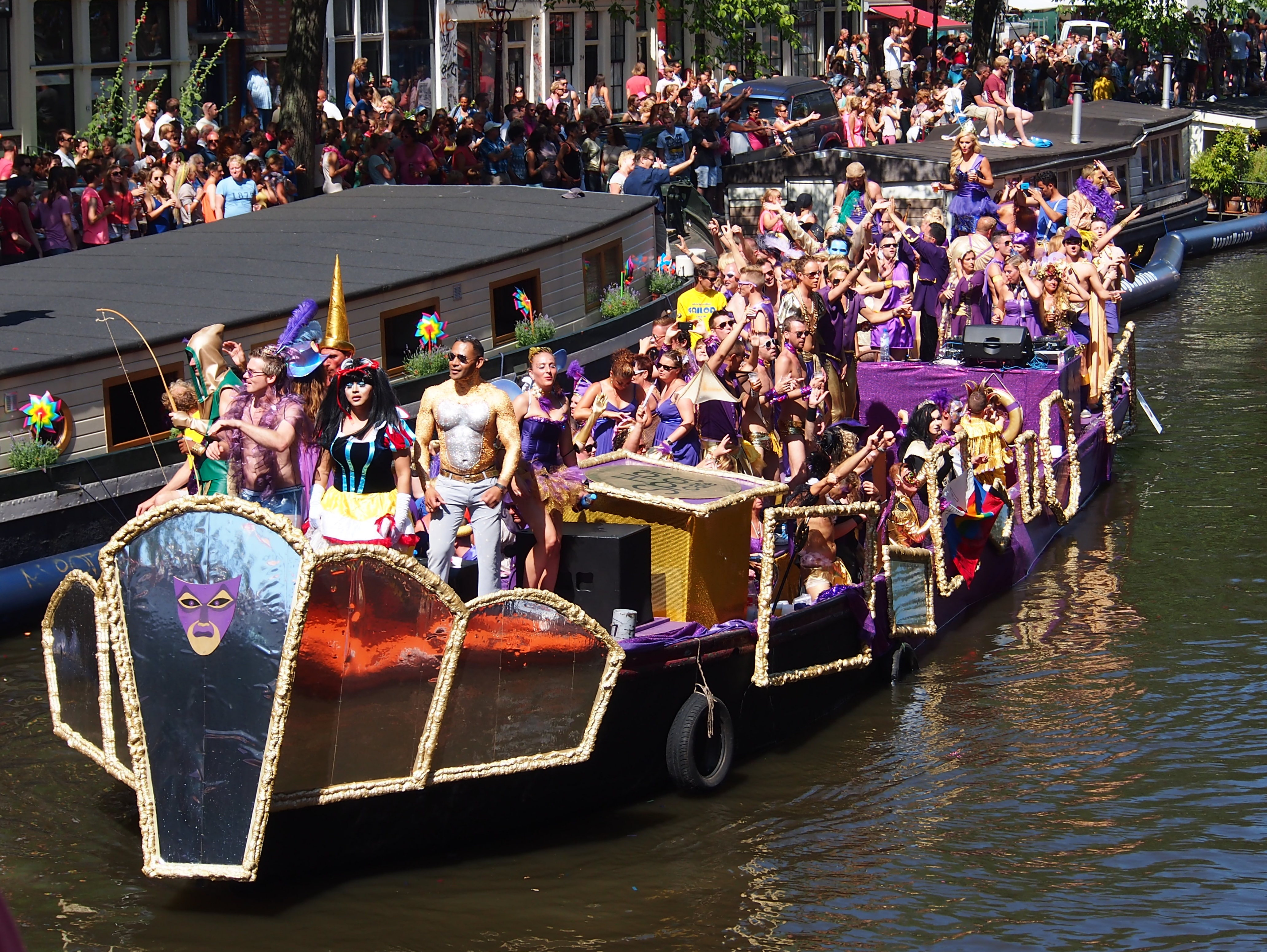
أحد القوارب المزينة المشاركة في عرض القنال أمستردام في مسيرة فخر المثليين 2013

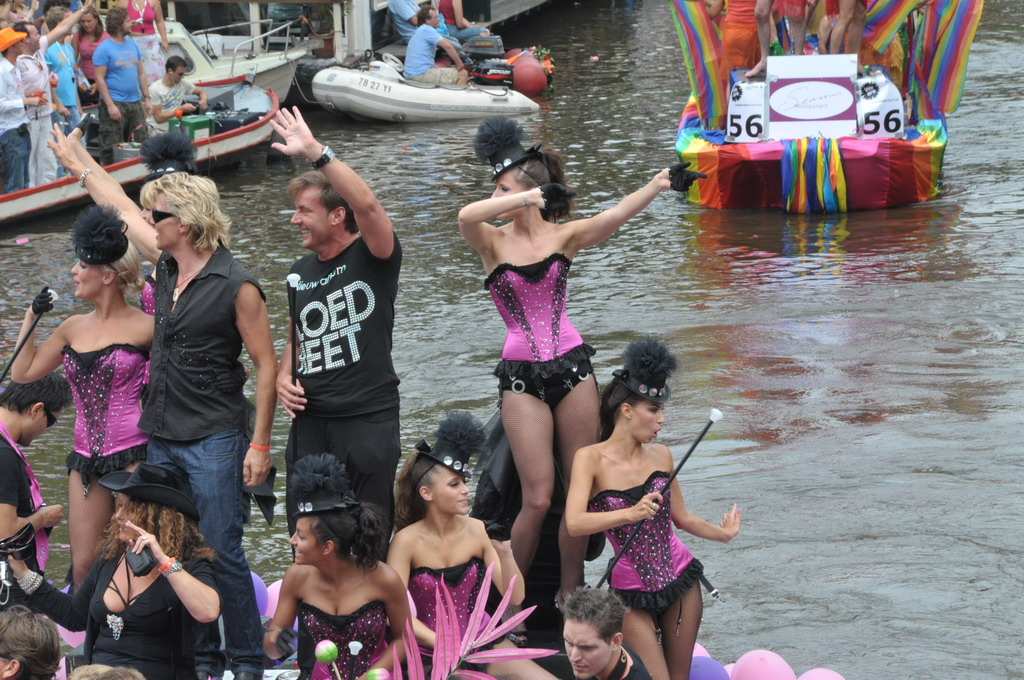
هانس كلوك و جيرارد جولينغ على متن قارب العرض

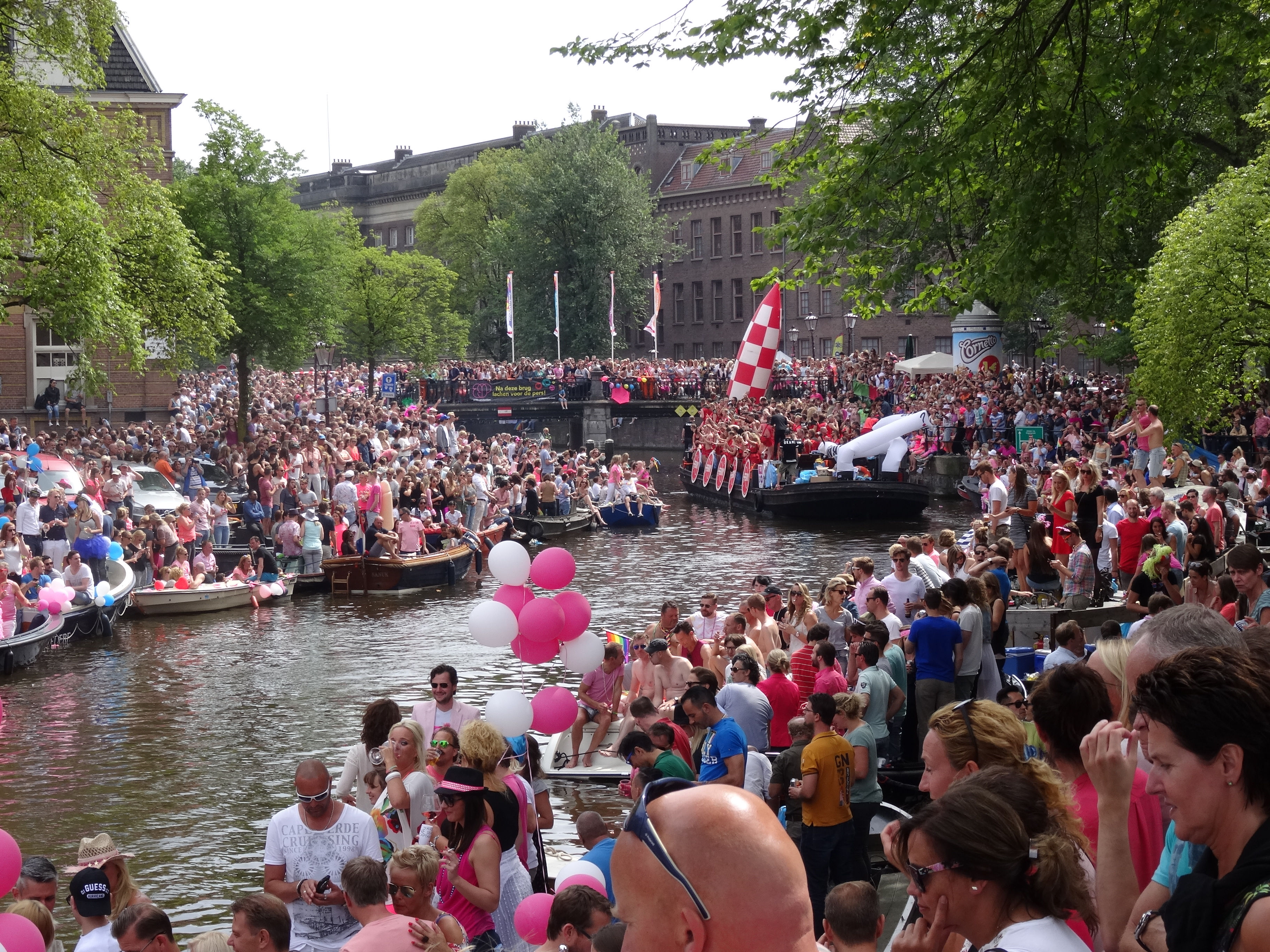
تظهر هذه الصورة عددًا كبيرًا من الأفراد الذين يحضرون المهرجان

فخر أمستردام (باللغة الهولندية: Amsterdam Pride) أو فخر أمستردام للمثليين (باللغة الهولندية: Amsterdam Gay Pride) هو مهرجان للمثليين يقام سنويا في مركز أمستردام خلال عطلة نهاية الأسبوع الأول من أغسطس. يستقطب المهرجان مئات الآلاف من الزوار كل عام وهو واحد من أكبر الفعاليات السنوية التي تقام في هولندا.
تم تنظيم فخر أمستردام للمثليين لأول مرة في عام 1996، وكان يعني الاحتفال بالحرية والتنوع. لذلك لم يكن مثل العديد من مسيرات فخر المثليين الأخرى، والتي بدأت كمظاهرات من أجل المساواة في الحقوق. يخدم الغرض الأخير حدث آخر، يُطلق عليه «السبت الوردي» (باللغة الهولندية: Roze Zaterdag) منذ عام 1979 ويقام في مدينة هولندية مختلفة كل عام منذ عام 1981.
تكون ذروة المهرجان خلال موكب القنال، وهو موكب من قوارب مجموعة كبيرة ومتنوعة في يوم السبت الأول من أغسطس، والتي عادة ما يقام بين ويستيردوك وبرينسينغراخت، ونهر أمستل، وزفانينبيرغفال وأوديشانس إلى أوستيردوك. في عام 2014، شارك أول قارب يهودي وأول قارب مغربي في عرض فخر قنال أمستردام. كانت دانا إنترناشيونال على متن قارب يهودي، وكذلك التوأمان فوكنز (لويز فوكنز ومارتين فوكنز)، المشهورتان في هولندا بعد أن عملوا لمدة 50 عامًا كعاملتين في مجال الجنس في منطقة ريد لايت بأمستردام قبل تقاعدهما في وقت سابق من عام 2014. كانت الحاخام الإصلاحية من لاهاي ماريان فان براغ، الحاخام الوحيدة على متن القارب اليهودي.
يمتد فخر أمستردام للمثليين عادةً على أسبوع من الأنشطة المختلفة للأشخاص المثليين والمثليات ومزدوجي التوجه الجنسي والمتحولين جنسيا، بما في ذلك المعارض والأحداث الثقافية والرياضية. هناك أيضًا حفلات في الشوارع في الشوارع حيث يوجد تركيز لبارات المثليين، مثل ريغيليرسفارسترات وزيدييك وفارمويسترات بجانب أمستل. يتم عقد حفل ختام يوم الأحد بعد عرض القنال في ريمبراندتبلاين.

## تغيير اسم فخر أمستردام
في عام 2015، اتخذ مجلس مسيرة فخر أمستردام مقاربة مختلفة تجاه اسم المهرجان. جادلت مؤسسة بروغاي (باللغة الهولندية: ProGay)، التي أسست المهرجان، بأن مصطلح «للمثليين» لم يشمل التنوع في المشاركين في الفخر بما فيه الكفاية. أكدت رئيسة مجلس الإدارة، إيرين هيميلار، أن التغيير سيحدث، لكن تغيير الاسم لم يتحقق إلا في عام 2017. عن طريق تغيير اسم المهرجان، كانوا يأملون في تشجيع مسيرات الفخر الأخرى على أن يصبحوا أكثر شمولية في الأحداث السنوية. تشارك وحدات شرطة هولندا في حدث سنوي يوضح قبول هولندا للمثليين. ترتدي إدارة الشرطة الهولندية زيًا ورديًا خلال المهرجان للتأكيد على دعمها لمجتمع المثليين.
في عام 2016، غيرت يوروبرايد اسم مجتمعها إلى المثليين والمثليات ومزدوجي التوجه الجنسي والمتحولين جنسيا وثنائي الجنس "LGBTI"، مضيفة I لتشمل الأشخاص لثنائيي الجنس، لأنه كان العام الأول الذي ظهر فيه مجتمع ثنائيي الجنس في برنامج المهرجانات. بما أن هولندا تعلمت عن مجتمع ثنائيي الجنس، كان تعلم ثقافتهم على رأس أولوياتهم. عمل تغيير الاسم وظهور "I" في LGBTI لتشكيل بيئة أكثر شمولية لجميع الناس للاحتفال بالجندر والجنس.

## حقوق المثليين في هولندا
تُظهر هولندا مستوىً مرتفعًا من القبول الاجتماعي لمجتمع المثليين. على مر السنين، تزايد القبول الاجتماعي تجاه المثليين، وحصلت هولندا على تصنيفات عليا في العديد من الدراسات الاستقصائية حول المواقف الاجتماعية من المثليين، مقارنة بعدد من الدول الأوروبية الأخرى مثل إسبانيا والمملكة المتحدة، إلخ. يمكن رؤية مجموعات مختلفة من الشعب الهولندي في بعض جوانب كيفية نظر الناس إلى المثليين، وقبول الحقوق المتساوية للأفراد المثليين، ورؤية مجتمع المثليين وبناء شبكات من منظمات المثليين. على سبيل المثال، تتمتع هولندا بأعلى تصنيف في دعم المثليين الذين لديهم الحرية لمتابعة أنماط حياتهم المرغوبة، ويشعرون بالراحة أكثر مع الزعماء السياسيين من مجتمع المثليين.
إن موقف الهولنديين من المثليين والمثليات ومزدوجي التوجه الجنسي أكثر انفتاحًا من موقف المتحولين جنسياً. هذا أمر شائع أيضًا في المجتمعات الأوروبية الأخرى، والذي يتسبب في كون الأشخاص المتحولين جنسياً أقل شيوعًا من المثليين والمثليات ومزدوجي التوجه الجنسي، وبالتالي يكون من المحتمل أن يكون للناس أصدقاء أو معارف من المثليين والمثليات ومزدوجي التوجه الجنسي أكثر من الأصدقاء أو المعارف المتحولين جنسياً. في هولندا، كشف أكثر من 75% من الذين تمت مقابلتهم أن لديهم أصدقاء من المثليين ولهم موقف إيجابي تجاه المثلية الجنسية بينما كشف أقل من 10% من الأشخاص الذين تمت مقابلتهم أن أن لديهم أصدقاء أو معارف من المتحولين جنسياً.
النظرة العامة للمجتمع الهولندي تجاه المثليين هي إيجابية مع دعم الناس والانفتاح على تعزيز المساواة والحرية لمجتمع المثليين.